# Elecciones al Parlamento de La Rioja de 1991
Las elecciones al Parlamento de La Rioja de 1991 se celebraron el día 26 de mayo. En ellas venció el PSOE, que gobernó en pacto con el Partido Riojano, proclamándose presidente al candidato del PSOE José Ignacio Pérez Sáenz. 

## Resultados

### General
| ← Elecciones al Parlamento de La Rioja de 1991 → |                                          |                          |        |       |         |      |
| Presidente y gobierno | Partido                                  | Candidato                | Votos  | %     | Escaños | +/-  |
| - Presidente: José Ignacio Pérez Sáenz - Gobierno: PSOE-PR - Censo: 209.866 - Votantes: 144.729 (69,0%) - Abstención: 65.137 (31,0%) - Válidos: 143.593 - A candidatura: 141.220 (98,3%) | Partido Socialista Obrero Español (PSOE) | José Ignacio Pérez Sáenz | 60.843 | 43,08 | 16      | +2   |
| - Presidente: José Ignacio Pérez Sáenz - Gobierno: PSOE-PR - Censo: 209.866 - Votantes: 144.729 (69,0%) - Abstención: 65.137 (31,0%) - Válidos: 143.593 - A candidatura: 141.220 (98,3%) | Partido Popular (PP)                     | Joaquín Espert           | 59.876 | 42,40 | 15      | +2 a |
| - Presidente: José Ignacio Pérez Sáenz - Gobierno: PSOE-PR - Censo: 209.866 - Votantes: 144.729 (69,0%) - Abstención: 65.137 (31,0%) - Válidos: 143.593 - A candidatura: 141.220 (98,3%) | Partido Riojano (PR)                     | Leopoldo Virosta         | 7.731  | 5,47  | 2       | =    |
| - Presidente: José Ignacio Pérez Sáenz - Gobierno: PSOE-PR - Censo: 209.866 - Votantes: 144.729 (69,0%) - Abstención: 65.137 (31,0%) - Válidos: 143.593 - A candidatura: 141.220 (98,3%) | Izquierda Unida (IU)                     |                          | 6.499  | 4,60  | 0       |      |
| - Presidente: José Ignacio Pérez Sáenz - Gobierno: PSOE-PR - Censo: 209.866 - Votantes: 144.729 (69,0%) - Abstención: 65.137 (31,0%) - Válidos: 143.593 - A candidatura: 141.220 (98,3%) | Centro Democrático y Social (CDS)        |                          | 6.271  | 4,44  | 0       | -4   |
| - Presidente: José Ignacio Pérez Sáenz - Gobierno: PSOE-PR - Censo: 209.866 - Votantes: 144.729 (69,0%) - Abstención: 65.137 (31,0%) - Válidos: 143.593 - A candidatura: 141.220 (98,3%) | En blanco                                | N/A                      | 2.373  | 1,7   | N/A     | N/A  |
| - Presidente: José Ignacio Pérez Sáenz - Gobierno: PSOE-PR - Censo: 209.866 - Votantes: 144.729 (69,0%) - Abstención: 65.137 (31,0%) - Válidos: 143.593 - A candidatura: 141.220 (98,3%) | Nulos                                    | N/A                      |        |       | N/A     | N/A  |

a Respecto a Alianza Popular en 1987.

## Investidura del Presidente de La Rioja
| Candidato                       | Fecha                                                   | Voto       |    |    | PR | Total |
| ------------------------------- | ------------------------------------------------------- | ---------- | -- | -- | -- | ----- |
| José Ignacio Pérez Sáenz (PSOE) | 28 de junio de 1991 Mayoría requerida: Absoluta (17/33) | Sí         | 16 |    | 2  | 18/33 |
| José Ignacio Pérez Sáenz (PSOE) | 28 de junio de 1991 Mayoría requerida: Absoluta (17/33) | No         |    | 15 |    | 15/33 |
| José Ignacio Pérez Sáenz (PSOE) | 28 de junio de 1991 Mayoría requerida: Absoluta (17/33) | Abstención |    |    |    | 0/33  |

- Datos: Q5827542